# Vernissage (Zeitschrift)
Vernissage – das Magazin für aktuelles Ausstellungsgeschehen ist ein österreichisches Kunstmagazin für bildende und angewandte Kunst.

## Inhalt
Die Zeitschrift Vernissage informiert über Ausstellungen in Museen und Galerien in Österreich. Weiters beinhaltet sie Kunstkritiken und Werkrezensionen, Berichte über Kunstmessen und Symposien sowie einen rechtlichen Ratgeber. In jeder Ausgabe werden auch einzelne Künstler näher vorgestellt. Eine aktuelle Ausstellungsübersicht bildet den Abschluss des Heftes.

## Erscheinungsweise und Redaktion
Das seit Anfang 1981 erscheinende Magazin erscheint sechsmal jährlich in einer Auflage von je 6000 Stück im Verlag Brod Media GmbH. Redaktions- und Verlagsort ist Wien. Das Magazin ist vierfarbig und hat die Größe 21 × 28,5 cm.
Herausgeber und als Nachfolger von Axel-Alexander Ziese Chefredakteur ist Gerald Brod. Neben einem fixen Redaktionsteam, dem auch Florian Steininger angehörte, schreiben auch externe Experten einzelne Beiträge. Regelmäßig erscheint „Agit Art“, eine Bilderkolumne von Eugen Plan.

## Beilage
Seit 2005 wurde der Zeitschrift Vernissage in unregelmäßigen Abständen die 19 cm große Beilage „art guide - Das Ausstellungspanorama“  beigelegt, eine Ausstellungsübersicht der in Österreich stattfindenden Ausstellungen. Diese Beilage enthielt auch ausgewählte Ausstellungen aus den angrenzenden Ländern. Heute befindet sich diese Ausstellungsübersicht als fixer Bestandteil des Heftes im hinteren Teil des Magazins.

## Geschichtliches
Anfangs trug das Magazin „Vernissage“ noch keinen Untertitel. Ab März 1981 hieß der Zusatz Zeitschrift für den Galeriefreund, von April 1985 bis April 1989 nannte es sich Magazin für zeitgenössische Kunst. Seit Mai 1989 trägt es den Zusatz: „Magazin für aktuelles Ausstellungsgeschehen“.

## Namensähnlichkeit
Im Vernissage-Verlag Heidelberg erscheint seit etwa 2000 eine Serie von Kunst-Zeitschriften mit verschiedenen Untergruppen (z. B. „Vernissage Rheinland“ u. a.), wobei der Themenbereich und damit auch die Untertitel der Unterausgaben über die Jahre gewechselt haben.